# Prince Frederick
Prince Frederick statisztikai település az Amerikai Egyesült Államok Maryland államában, Calvert megyében, melynek megyeszékhelye is. Lakosainak száma 3226 fő (2020. április 1.).

## Népesség
A település népességének változása:

| 2010 | 2 538 |
| 2020 | 3 226 |